# Эфендиев, Заур Сулейманович
Заур Сулейманович Эфендиев (с. Ахты, Ахтынский район, Дагестанская АССР, РСФСР, СССР) — советский и российский борец вольного стиля. Выступал в категории до 68 кг за спортивное общество «Спартак».

## Спортивная карьера
В 1994 году в Санкт-Петербурге стал серебряным призёром чемпионата России, уступив первое место Игорю Купееву.  Побеждал на международных соревнованиях в Италии, Турции, Иране. Погиб при несчастном случае.

## Достижения
- Чемпионат России по вольной борьбе 1994 —

## Спортивная династия Эфендиевых
Заур Эфендиев — представитель известной спортивной династии Эфендиевых.
Отец — Сулейман Абдурагимович Эфендиев (1933—2020), мастер спорта СССР по вольной, греко-римской борьбе и самбо. Профессор ДГТУ, Заслуженный работник образования СССР, Заслуженный учитель РСФСР.
Дядя — Султан Абдурагимович Эфендиев, мастер спорта СССР по вольной борьбе. Чемпион РСФСР 1960 года.
Дядя — Нариман Абдурагимович Эфендиев, мастер спорта СССР по вольной борьбе.
Брат — Осман Сулейманович Эфендиев, заслуженный мастер спорта СССР по вольной борьбе. Серебряный призёр чемпионата мира 1994 года.
Двоюродный брат — Шамиль Султанович Эфендиев, мастер спорта России международного класса по вольной борьбе. Серебряный призёр чемпионата России 1994 года.
Двоюродный брат — Марат Султанович Эфендиев, мастер спорта России по вольной борьбе.
Племянник — Заур Османович Эфендиев, мастер спорта России международного класса по вольной борьбе. В настоящее время выступает за сборную Сербии. Чемпион Сербии, неоднократный победитель и призер международных турниров.